# Adjoua
Adjoua est un prénom akan (groupe de peuples du Ghana et de Côte d'Ivoire). Il s'applique à une fille née le Mardi. Le prénom correspondant pour les garçons est Kouadio.
- Pour l'ensemble des articles sur les personnes portant ce prénom, consulter :
  - la liste des articles dont le titre commence par ce prénom
  - les listes produites par Wikidata : Liste des personnes de prénom « Adjoua » — même liste en incluant les éventuels prénoms composés qui contiennent « Adjoua ».